# Isaak Bader

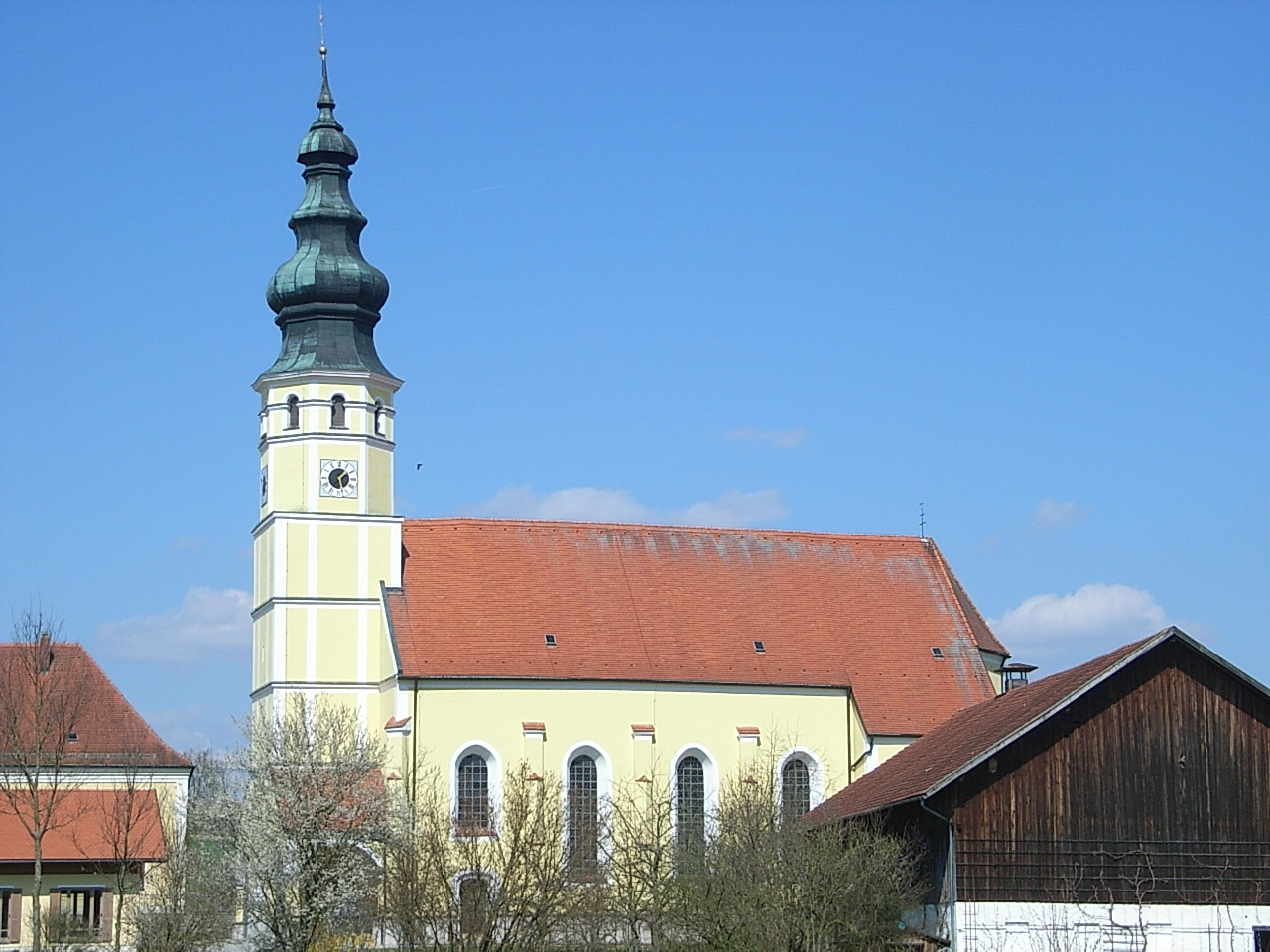
Die Wallfahrtskirche Sammarei

Isaak Bader, auch Isaak Baader oder Isaak Pader, oft mit dem Zusatz der Ältere († 5. April 1635 in München, Kurfürstentum Bayern) war ein deutscher Baumeister und Stuckateur.

## Leben
Isaak Bader stammte vermutlich aus Wessobrunn, wo seine Verwandten, die im Bauhandwerk arbeiteten, ansässig waren. Seit 1610 ist er als Baumeister in München nachweisbar, ab 1615 war er an Stuckarbeiten in der Münchner Residenz und später am Alten Schloss Schleißheim beteiligt.
1616 wurde er am Münchner Hof angestellt, von 1617 bis zu seinem Tod stand er als Hofbrunn- und Hofbaumeister in den Diensten des bayerischen Herzogs und späteren Kurfürsten Maximilian. Bader war ein gefragter Gutachter, unter anderem in Würzburg (1627), Polling (1628) und Beuerberg.
Er ist der Baumeister und wahrscheinlich auch Architekt der Wallfahrtskirche Sammarei, die sich über der hölzernen Kapelle in ihrem Inneren erhebt. Am 1. April 1629 legte Abt Michael Kirchberger von Kloster Aldersbach im Beisein von Bader feierlich den Grundstein, und am 21./22. September 1631 wurde die neue Kirche durch den Regensburger Weihbischof Otto Heinrich Pachmair geweiht.
1629 bis 1630 erbaute er die Klosterkirche für das Kloster Beuerberg bei Wolfratshausen. Bader fertigte den Entwurf zur 1630 erbauten Jesuitenkirche St. Josef in Burghausen. Von 1630 bis zu seinem Tod war er Bauleiter für den Chor von St. Peter (München), außerdem wirkte er um 1634 an der Klosterkirche von Kloster Vornbach mit. Zudem stammen von ihm die Pläne für die 1630/1631 erbaute Salinenkapelle im Traunsteiner Ortsteil Au.
| Personendaten    | Personendaten                           |
| ---------------- | --------------------------------------- |
| NAME             | Bader, Isaak                            |
| ALTERNATIVNAMEN  | Baader, Isaak; Pader, Isaak             |
| KURZBESCHREIBUNG | deutscher Baumeister                    |
| GEBURTSDATUM     | 16. Jahrhundert                         |
| GEBURTSORT       | unsicher: Wessobrunn, Fürstentum Bayern |
| STERBEDATUM      | 5. April 1635                           |
| STERBEORT        | München, Kurfürstentum Bayern           |